# Dawydo-Mykilśke
Dawydo-Mykilśke (ukr. Давидо-Микільське) – wieś na Ukrainie, w obwodzie ługańskim, w faktycznie niefunkcjonującym rejonie dołżańskim, od 2014 pod kontrolą marionetkowej, zależnej od Rosji Ługańskiej Republiki Ludowej. W 2001 liczyła 873 mieszkańców, spośród których 325 wskazało jako ojczysty język ukraiński, 547 rosyjski, a 1 inny.